# Bill Raymond
Bill Raymond (San Francisco, 9 september 1938) is een Amerikaans acteur.

## Carrière
Raymond begon in 1969 met acteren in de televisieserie The Outcasts. Hierna heeft hij nog meerdere rollen gespeeld in televisieseries en films zoals Eight Men Out (1988), The Ref (1994), The Crow (1994), Twelve Monkeys (1995), The Hurricane (1999), Autumn in New York (2000), As the World Turns (2005), The Wire (2003-2008) en Damages (2010). 

## Filmografie

### Films
Selectie:
- 2012 Lincoln - als Schuyler Colfax
- 2007 Michael Clayton – als Gabe Zabel
- 2003 Dogville – als mr. Henson
- 2000 Autumn in New York – als Michael
- 2000 The Intern – als Deep Throat
- 1999 The Hurricane – als rechter Anthony Rizzoli
- 1999 Summer of Sam – als pastoor Cadelli
- 1999 Simply Irresistible – als Howard
- 1995 Twelve Monkeys – als microbioloog
- 1994 The Crow – als Mickey
- 1994 The Ref – als George
- 1990 Quick Change – als politieagent
- 1988 Eight Men Out – als Ben Short

### Televisieseries
Uitgezonderd eenmalige gastrollen.
- 2019 Mrs. Fletcher - als Roy Rafferty - 5 afl.
- 2017 Super Wings! - als Grand Albert - 3 afl.
- 2016 The Cobblestone Corridor - als dr. Carroll - 5 afl.
- 2010 Damages – als Albert Wiggins – 4 afl.
- 2003 – 2008 The Wire – als de Griek – 10 afl.
- 2005 As the World Turns – als rechter – 4 afl.
- 2004 Windy Acres – als Ug – 7 afl.
- 2000 – 2003 Ed – als George Wilkes – 2 afl.
- 1991 Golden Years – als dr. Richard X. Toddhunter – 7 afl.
- 1988 The Murder of Mary Phagan – als ?? – 2 afl.

### Computerspellen
- 2010 Red Dead Redemption - als Phillip Ross